# Hadi Sacko
Hadi Sacko (* 24. března 1994, Corbeil-Essonnes, Francie) je francouzský fotbalový útočník nebo ofensivní záložník malijského původu, který hraje v klubu Sporting CP.

## Klubová kariéra

### Girondins Bordeaux
31. května 2012 podepsal svou první profesionální smlouvu, s Girondins Bordeaux se dohodl na tříletém kontraktu. V A-týmu Girondins vedeném trenérem Francisem Gillotem se objevil před sezonou 2012/13 a dostal dres s číslem 12. Debutoval 20. září 2012 ve skupinové fázi Evropské ligy proti belgickému celku Club Brugge KV, kdy se dostal na hřiště v 75. minutě za stavu 4:0 pro Girondins. Tímto výsledkem utkání skončilo.

## Reprezentační kariéra
Sacko prošel francouzskými mládežnickými reprezentacemi U16, U18, U19 a U20.